# Onni Rajasaari
Onni Rajasaari   (Hanko, 2 de març de 1910 - Hanko, 12 de novembre de 1994) va ser un atleta finlandès, especialista en el triple salt i salt de llargada, que va competir durant la dècada de 1930.
Va disputar els Jocs Olímpics d'Estiu de 1932 i 1936. El 1932, a Los Angeles, fou onzè en la prova del triple salt del programa d'atletisme, mentre el 1936, a Berlín, fou tretzè en la mateixa prova. A Berlín també disputà la prova del salt de llargada, on quedà eliminat en sèries.
En el seu palmarès destaquen una medalla de bronze en la prova del triple salt al Campionat d'Europa d'atletisme de 1934, rere Eric Svensson i Willem Peters, i una d'or en la mateixa prova en l'edició de 1938, per davant de Jouko Norén i Karl Kotratschek. El 1939 aconseguí, amb un salt de 15,52 metres, aconseguí el rècord europeu de triple. També guanyà els campionats nacionals de triple salt de 1933 a 1939 i el de salt de llargada de 1938.

## Millors marques
- Salt de llargada. 7,07 metres (1935)[1]
- Triple salt. 15,52 metres (1939)[3]